# Avon Championships 1980, парний розряд
Франсуаза Дюрр і Бетті Стеве були чинними чемпіонками, але того року не змогли кваліфікуватись.
Біллі Джин Кінг і Мартіна Навратілова виграли титул, у фіналі перемігши Розмарі Касалс і Венді Тернбулл з рахунком 6–3, 4–6, 6–3.

## Сіяні пари
1. Біллі Джин Кінг /  Мартіна Навратілова (чемпіонки)
2. Розмарі Касалс /  Венді Тернбулл (фінал)

## Сітка

### Легенда
| - Q = Кваліфаєр - WC = Вайлд-кард - LL = Щасливий лузер | - Alt = Заміна - SE = Виняток - PR = Захищений рейтинг | - w/o = Без гри - r = Зняття - d = Присуджено перемогу |

### Сітка
|  | Півфінали               | Півфінали                           | Півфінали                     | Півфінали | Півфінали |   |                                     | Фінал | Фінал | Фінал | Фінал | Фінал |
|  |                         |                                     |                               |           |           |   |                                     |       |       |       |       |       |
|  | 1                       | Біллі Джин Кінг Мартіна Навратілова | 6                             | 6         |           |   |                                     |       |       |       |       |       |
|  | Кеті Джордан Енн Сміт   | Кеті Джордан Енн Сміт               | 4                             | 3         |           |   |                                     |       |       |       |       |       |
|  | Кеті Джордан Енн Сміт   | Кеті Джордан Енн Сміт               | 4                             | 3         |           | 1 | Біллі Джин Кінг Мартіна Навратілова | 6     | 4     | 6     |       |       |
|  |                         |                                     |                               |           |           | 1 | Біллі Джин Кінг Мартіна Навратілова | 6     | 4     | 6     |       |       |
|  |                         | 2                                   | Розмарі Касалс Венді Тернбулл | 3         | 6         | 3 |                                     |       |       |       |       |       |
|  | Лора Дюпонт Пем Шрайвер | Лора Дюпонт Пем Шрайвер             | Розмарі Касалс Венді Тернбулл | 3         | 6         | 3 | 3                                   | 7     | 4     |       |       |       |
|  | Лора Дюпонт Пем Шрайвер | Лора Дюпонт Пем Шрайвер             |                               |           |           |   | 3                                   | 7     | 4     |       |       |       |
|  | 2                       | Розмарі Касалс Венді Тернбулл       | 6                             | 6         | 6         |   |                                     |       |       |       |       |       |